# Resolutie 2286 Veiligheidsraad Verenigde Naties
Resolutie 2286 van de Veiligheidsraad van de Verenigde Naties werd unaniem aangenomen door de VN-Veiligheidsraad op 3 mei 2016. De door meer dan tachtig VN-lidstaten gesteunde resolutie veroordeelde de steeds vaker voorkomende aanvallen op medische faciliteiten en belemmering van noodhulpverlening tijdens gewapende conflicten.

## Achtergrond
Secretaris-generaal Ban Ki-moon zei dat landen al hun invloed moesten aanwenden om de partijen in een conflict hun verplichtingen te doen naleven. Ook de hoofden van het Internationaal Comité van het Rode Kruis en Artsen zonder Grenzen spraken de Veiligheidsraad toe. Peter Maurer van het Rode Kruis zei dat er de voorbije drie jaar 2400 aanvallen waren geweest op patiënten en zorgverleners in 11 landen. Door bombardementen verloren honderdduizenden mensen toegang tot medische dienstverlening. Men moest respect afdwingen voor de Geneefse Conventies om te zorgen dat menselijkheid bewaard bleef in oorlogstijd.
Joanne Liu van AZG vermeldde de luchtaanvallen in Aleppo en landen als Afghanistan, de Centraal-Afrikaanse Republiek, Jemen, Oekraïne en Zuid-Soedan, waar regelmatig ziekenhuizen gebombardeerd, geplunderd en platgebrand werden, en patiënten doodgeschoten in hun bedden. Zulke aanvallen werden "fouten" genoemd, maar vonden op grote schaal plaats, en vier van de vijf permanente leden van de Veiligheidsraad van de Verenigde Naties waren bij aanvallen het voorbije jaar gelieerd geweest aan een verantwoordelijke partij.
De vertegenwoordiger van Maleisië vermeldde de ziekenhuizen in Gaza die waren getroffen bij Israëlische luchtaanvallen, en het bij een Amerikaans bombardement verwoeste AZG-ziekenhuis in Afghanistan. Die van Rusland en China wezen erop dat ook de hulporganisaties respect moesten hebben voor de soevereiniteit van landen.

## Inhoud
De Geneefse Conventies schrijven voor dat in een gewapend conflict een onderscheid moet worden gemaakt tussen burgers en strijders, en dat medisch personeel en faciliteiten niet mogen worden aangevallen. Deze verplichtingen werden echter steeds vaker geschonden. Ook werd de levering van noodhulp aan de bevolking vaak tegengehouden door de strijdende partijen.
Het opzettelijk aanvallen van ziekenhuizen en faciliteiten en voertuigen met een embleem van de Geneefse Conventies is een oorlogsmisdaad. Landen moesten hun verantwoordelijkheid nemen inzake de straffeloosheid die heerste, en zorgen dat daders van dergelijke misdaden berecht werden.
Het merendeel van de slachtoffers onder medisch personeel en hulpverleners in conflictgebieden was lokaal aangeworven.
De Veiligheidsraad veroordeelde aanvallen op medisch en humanitair personeel, en eiste dat alle partijen betrokken bij een gewapend conflict zich aan het internationaal recht hielden en maatregelen namen om dergelijk geweld te voorkomen. Landen werden opgeroepen om ervoor te zorgen dat hun legers rekening hielden met de bescherming van medische diensten bij de planning van hun operaties.
Lijst ·  2260 ·  2261 ·  2262 ·  2263 ·  2264 ·  2265 ·  2266 ·  2267 ·  2268 ·  2269 ·  2270 ·  2271 ·  2272 ·  2273 ·  2274 ·  2275 ·  2276 ·  2277 ·  2278 ·  2279 ·  2280 ·  2281 ·  2282 ·  2283 ·  2284 ·  2285 ·  2286 ·  2287 ·  2288 ·  2289 ·  2290 ·  2291 ·  2292 ·  2293 ·  2294 ·  2295 ·  2296 ·  2297 ·  2298 ·  2299 ·  2300 ·  2301 ·  2302 ·  2303 ·  2304 ·  2305 ·  2306 ·  2307 ·  2308 ·  2309 ·  2310 ·  2311 ·  2312 ·  2313 ·  2314 ·  2315 ·  2316 ·  2317 ·  2318 ·  2319 ·  2320 ·  2321 ·  2322 ·  2323 ·  2324 ·  2325 ·  2326 ·  2327 ·  2328 ·  2329 ·  2330 ·  2331 ·  2332 ·  2333 ·  2334 ·  2335 ·  2336